# Gerald Merlin
Gerald Eustace Merlin (* 3. August 1884 in Athen, Griechenland; † 7. April 1945 in Mumbai, Indien) war ein britischer Sportschütze.

## Erfolge
Gerald Merlin nahm an den Olympischen Zwischenspielen 1906 in Athen und den Olympischen Spielen 1908 in London teil. 1906 startete er in zehn der zwölf ausgetragenen Wettbewerbe und verpasste mit der Duellpistole nach Kommando als Vierter knapp eine Podestplatzierung. Im Trap erzielte er ebenso wie Ioannis Peridis 24 Treffer, sodass ein Stechen über den Gewinn des Wettbewerbs entscheiden musste. Nachdem beide vier Ziele trafen, fiel die Entscheidung in der zweiten Runde des Stechens, als Merlin abermals vier Ziele traf, Peridis aber nur drei. Im Doppeltrap gewann er zudem hinter Sidney Merlin und Anastasios Metaxas die Bronzemedaille. 1908 belegte er im Trap – der einzigen Disziplin, an der er teilnahm – den 19. Platz.
Merlin wurde in Athen geboren, wo er auch aufwuchs. Da seine Eltern Briten waren, war er allerdings für das Vereinigte Königreich bei Olympischen Spielen startberechtigt. Es wird in der Literatur gemeinhin angenommen, dass Gerald und Sidney Merlin miteinander verwandt waren, der genaue Verwandtschaftsgrad ist jedoch ungeklärt.